# Smallville
Thị trấn Smallville là một bộ phim truyền hình do Hoa Kỳ sản xuất với nội dung chính kể về cuộc sống của Clark Kent (Siêu nhân) thời niên thiếu. Câu chuyện xoay quanh Clark Kent, gia đình và bạn bè anh trong việc dần khám phá ra bí mật rằng mình có nguồn gốc lạ thường và là người đến từ một hành tinh khác.

## Tóm tắt
Câu chuyện diễn ra tại một thị trấn nhỏ yên bình tên là Smallville, Kansas. Mọi chuyện chỉ thực sự bắt đầu khi bầu không khí bình yên bị phá hủy bởi trận mưa sao băng khủng khiếp. Trận mưa sao băng đã tàn phá mọi thứ, và giết rất nhiều người trong đó có cha mẹ của cô bé Lana Lang 3 tuổi (sau này là mối tình đầu của Clark). Thiên thạch rơi xuống một cánh đồng ngô tình cờ đã làm cho cậu bé Lex Luthor bị đột biến một phần và mất hết tóc, đây cũng là lần đầu tiên Lex gặp gở Clark và báo trước mốt quan hệ phức tạp của họ về sau này. Các mảnh thiên thạch tình cờ va phải xe của vợ chồng nhà Kent và làm xe họ lật nhào, khi thoát ra khỏi được họ tình cờ tình thấy một cậu bé, gần đó là một phi thuyền hết sức kì lạ bị cháy xém, họ cho rằng chính trận mưa sao băng đã mang cậu bé tới. Nhà Kent nhận cậu bé đó làm con nuôi và đặt tên cậu là Clark Kent.
16 năm sau, cậu bé ngày nào đã trở thành một chàng trai. Tuy nhiên, cậu bắt đầu khám phá ra nguồn gốc lạ thường và những khả năng phi thường của mình. Ông Kent tiết lộ rằng anh là con nuôi và cho anh xem con tàu đã mang anh tới trái đất. Tại trường trung học, cậu bắt đầu yêu và cảm mến cô bạn Lana Lang, nhưng cậu không bao giờ có thể đến gần cô mà không làm trò ngu ngốc. Lana có một sợi dây chuyền được làm bằng đá krypton (loại đá được mang tới cái ngày mà sao băng rơi xuống), Clark dần phát hiện ra chính loại đá này đã làm anh yếu đi.
Anh có sức khỏe phi thường và chạy rất nhanh, anh dùng khả năng của mình để cứu mọi người. Với sức mạnh của mình, anh đã cứu Lex Luthor trong một vụ tai nạn. Anh tiếp tục phát hiện ra mình có khả năng mình xuyên thấu mọi vật, anh từng bước kiểm soát được khả năng này và cứu sống Lana Lang khỏi cô gái có khả năng biến hình.

## Nhân vật

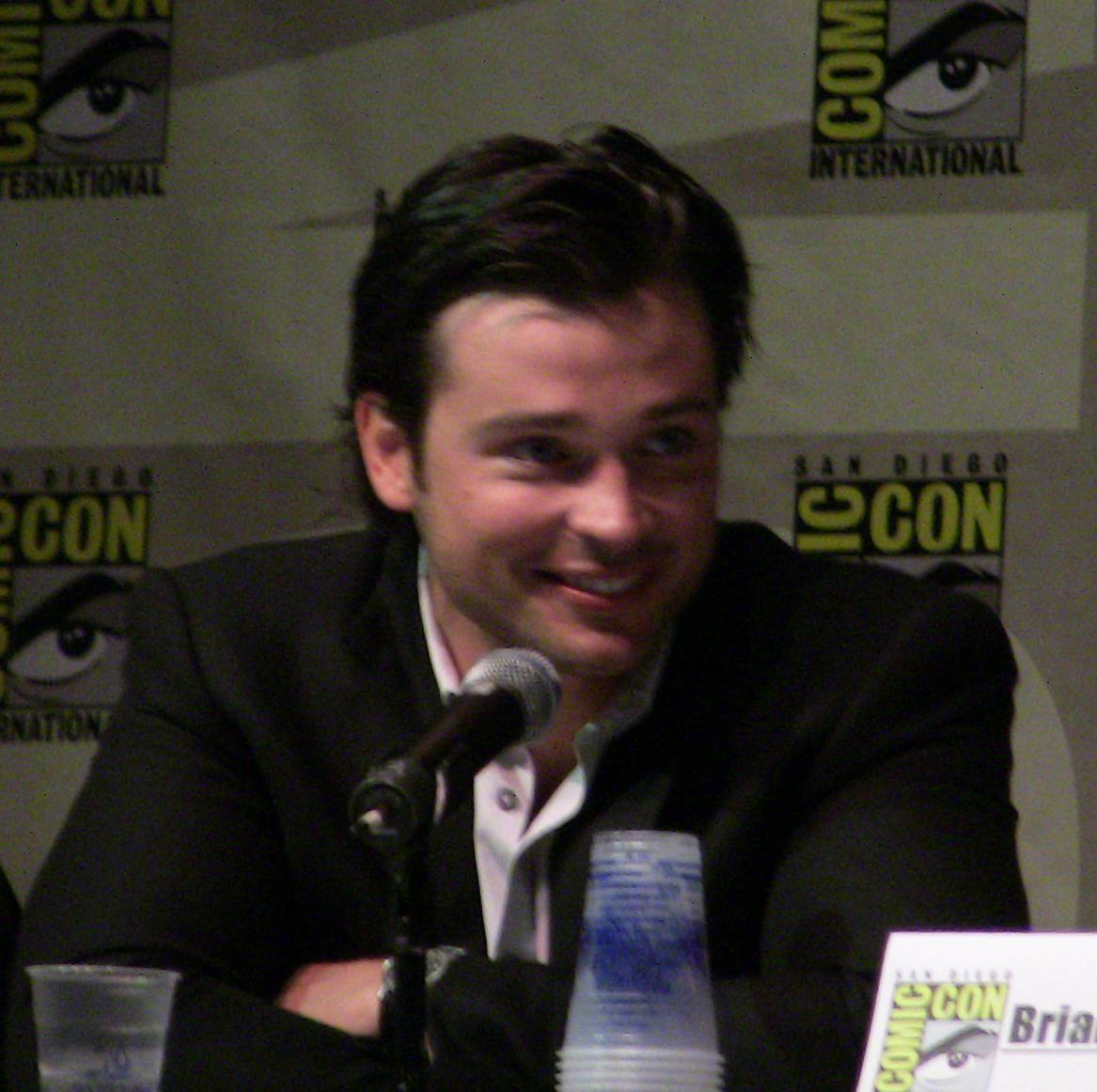
Welling từ chối tham gia thủ vai Clark Kent nhưng đã đồng ý sau khi đọc kịch bản của tập đầu tiên.

- Tom Welling trong vai Clark Kent, một chàng trai trẻ với khả năng siêu phàm, anh luôn cố khám phá ra bản thân mình và phát hiện rằng mình đến từ một thế giới khác. Anh luôn dùng khả năng đặc biệt của mình để giúp người khác khi họ gặp nguy hiểm. Bí mật của Clark trong phần đầu tiên được giữ kín trong gia đình, ngay cả hai người bạn thân của anh cũng không hề biết.[1]

- Kristin Kreuk trong vai Lana Lang, là cô gái hàng xóm, mối tình đầu của Clark. Cô có một "mất mát sâu thẩm trong tim" bời vì cô mất cả cha lẫn mẹ trong vụ sao băng, và cảm thấy ganh tị với tất cả mọi người. Cô cảm thấy có một mối liên kết vô hình với Clark.[2] Kreuk không tiếp tục tham gia bộ phim sau khi phần 7 kết thúc,[3] nhưng cô đồng ý tham gia làm diễn viên khách mời trong 5 tập của phần 8.[4]

- Michael Rosenbaum trong vai Lex Luthor, là con trai của một tỉ phú, anh được cử đến Smallville để tham gia điều hành chi nhánh công ty phân bón của gia đình tại đây. Sau khi được Clark cứu mạng, hai người bắt đầu trở nên thân thiết.[5] Tuy nhiên, mối quan hệ của họ dần xấu đi, nó thực sự bắt đầu sụp đổ và hai người bắt đầu trở thành kẻ thù của nhau.[6] Rosenbaum rời khỏi bộ phim sau khi phần 7 kết thúc,[3][7] nhưng anh đã trở lại và các phần cuối của bộ phim.[8]

- Allison Mack trong vai Chloe Sullivan, một trong những người bạn thân nhất của Clark. Cô rất yêu Clark, mặc dù tình cảm của cô chưa bao giờ được đáp lại.[9] Cô là biên tập cho tờ báo của trường, là một phòng viên hết sức hiếu kì, luôn chực chờ "khám phá ra lỗi lầm" và "biết được sự thật",[10] đây cũng chính là nguyên nhân gây ra sự căng thẳng trong tình bạn giữa cô với Clark, đặc biệt là sau khi cô khám phá ra bí mật của Clark.[11]

- Sam Jones III trong vai Pete Ross, một người bạn thân khác của Clark. Anh là người đầu tiên Clark tiết lộ bí mật của mình.[12] Anh thật lòng yêu Chloe,[13] nhưng luôn giữ trong lòng vì bộ ba Clark-Lana-Chloe cũng đã đủ phức tạp lắm rồi.[14] Ross kết thúc vai trò của mình sau khi phần 3 kết thúc, nhưng anh tiếp tục xuất hiện với vai trò là diễn viên khách mời ở phần 7.

- Erica Durance trong vai Lois Lane, là em họ của Chloe. Cô đến Smallville để điều tra về cái chết của Chloe.[15] Cô ở tại nhà của Kents trong thời gian cô ở thị trấn. Mặc dù chỉ là diễn viên khách mời ở phần 4, nhưng sau đó cô trở thành nhân vật không thể thiếu trong cốt truyện. Nhà sản xuất luôn muốn mang nhân vật Lois và bộ phim, và ngay sau cái chết của Chloe ở cuối phần 3, họ bắt đầu nghĩ, có lẽ đã tới lúc cho Lois xuất hiện.[16]

## Diễn viên chính
- Tom Welling... Clark Kent
- Kristin Kreuk... Lana Lang
- Michael Rosenbaum... Lex Luthor
- Allison Mack... Chloe Sullivan
- Annette O'Toole... Martha Kent
- John Schneider... Jonathan Kent
- John Glover... Lionel Luthor
- Erica Durance... Lois Lane

## Các tập phim
Mỗi tập phim Smallville hé lộ từng phần về cuộc đời của Clark Kent (Tom Welling), bắt đầu từ khi anh còn là một thiếu niên sống ở thị trấn nhỏ bé Smallville, Kansas, và từng bước các tập phim theo chân anh vào trường trung học, đại học, và những khởi đầu cả mình ở Daily Planet (Nhật Báo Hành Tinh) trước khi anh chính thức mang nhân dạng "Siêu Nhân". Từng bước một, Clark Kent phát hiện ra những khả năng tiềm ẩn của mình mà trước đây anh chưa bao giờ biết đến (nhìn xuyên thấu bằng tia X, tai siêu thính...), cùng với đó là truy tìm nguồn gốc ngoài trái đất của mình và khám phá số phận thực sự của mình.

### Phần Một
Tháng Mười một năm 1989, một ngôi sao băng đâm vào thị trấn Smallville mang theo một cậu bé đến thị trấn nhỏ này. Đứa bé được nhận nuôi bởi Martha và Jonathan Kent, được đặt tên là Clark. Mười hai năm sau, Clark bắt đầu tìm hiểu về thân phận của mình. Sau khi Clark cứu Lex Luthor khỏi việc chiết xe Porsche của Lex lao xuống sông, cả hai nhanh chòng trở thành bạn thân. Sau khi có một cuộc trò chuyện hết sức thân mật với Lana Lang, Clark bị bạn trai của Lana là Whitney bắt cóc và treo lên một cái giá được đặt giữa đồng sau đó vẽ hình chữ S lên ngực trông như thằng bù nhìn, hơn thế nữa Whitney còn lấy sợi dây chuyền của Lana đeo lên cổ Clark, chính vì thế mà Clark (với sức mạnh của mình) không thể thoát ra được. May thay, Lex tình cờ đi ngang qua đã cứu Clark. Trong khi đó, Jeremy Creek (Adrian Glynn), một thiếu niên cũng từng bị treo như bù nhìn cái ngày mà ngôi sao băng rơi đã tĩnh dậy trong bệnh viện và tự nhủ là phải trả thù những kẻ đã từng hại mình. Kế hoạch của hắn suýt nữa thành công nhưng Clark đã có mặt kịp thời để chặn hắn ta.
Tiếp ngay sau đó là chuỗi những câu chuyện hết sức kì lạ xảy đến với người dân ở thị trấn nhỏ này. Clark chính vì phải cứu những người này mà nhiều lần đã phải lỡ hẹn với Lana. 
- Greg Arkin là một người mê côn trùng, tình cờ bị các con côn trùng phát sáng cắn (côn trùng bị đột biến do krypton). Anh ta bị biếng thành người côn trùng và phải lột xác nhiều lần cũng như hoàn tất vòng đời ngắn ngủi của côn trùng bằng cách chọn đối tượng giao phối. Lana là đối tượng của hắn, nhưng Clark đã tới vừa kịp lúc để giải cứu cô.

- Huấn luyện viên bóng bầu dục của trường là Arnold tình cờ bị nhiễm krypton và có khả năng điều khiển được lửa, ông dùng khả năng này để khống chế các cầu thủ của mình và các thanh tra giáo dục trong một vụ bê bối về việc cho các cầu thủ của ông đáp án của các bài thi. Chloe phát hiện ra hành vi của ông và định tố cáo, nhưng ông đả dùng khả năng của mình để thiêu chết cô. May thay Clark đã hạ ông và cứu Chloe ra khỏi đám cháy.

- Clark bắt đầu phát triển khả năng nhìn xuyên thấu mọi vật bằng tia X khi tình cờ anh bị một người có nhân dạng rất giống Lex Luthor ném qua khỏi cửa sổ, người mà vừa mới cướp nhà băng. Clark phát hiện ra bên trong cơ thể "Lex" này có một chất gì đó màu xanh. Sau này anh phát hiện ra, một trong số các người họ hàng của Lana là Tina Greer đã bị nhiễm krypton và cô có khả năng biến thành bất kì ai cô muốn. Cô thấy mình khác biệt và muốn có cuộc sống bình thường như Lana, thế là cô đã tìm mọi cách để giết Lana và thế chỗ cô. Nhưng sự việc nhanh chóng bị bại lộ và Clark đã ngăn cô ta lại.

- Sean Kelvin tình cờ bị rơi xuống hố băng của một cái hồ bị nhiễm krypton, anh cố gắng thoát nhưng vô vọng. Sáng hôm sau, anh xuất hiện với hình thù đông cứng và khát khao có được hơi ấm từ bất cứ cái gì. Hắn bắt đầu đi săn lùng hơi ấm, và bắt đầu bám theo Chloe, nhưng Clark đã kịp thời ngăn hắn lại. Trong một cuộc đối đầu với Clark, Sean đã rút hơi ấm từ người Clark nhưng anh không hề hấn gì và đã ném Sean xuống hồ, hồ nhanh chóng đóng băng và Sean cũng vậy.

- Clark gặp một người phụ nữ lớn tuổi bị khiếm thị tên Cassandra Carver (Jackie Burroughs), có khả năng nhìn thấy tương lai của một người chỉ bằng cách chạm vào người đó. Khi bà chạm vào Clark, cả hai cùng nhìn thấy được cảnh anh quỳ xung quanh các ngôi mộ của tất cà những người anh yêu quý nhất, Clark cực kì hoảng sợ về điều này. Bà cũng cảm nhận được Clark không phải là một người bình thường và anh có một vận mệnh cao cả, nhưng tất cà dù có thế nào đi chăng nữa thì anh cũng đều có quyền chọn lựa định mệnh của chính mình, bà cũng hứa là bí mật của anh sẽ luôn an toàn. Đến khi Lex gặp Cassandra, bà chạm vào Lex và chỉ bà thấy được, một cảnh hết sức kinh hoàng, Lex trong một bộ đồ trắng trên cánh đồng hoa hướng dương đang tàn lụi dưới bàn tay của anh ta, cùng bầu trời đen tối đang đổ những cơn mưa máu màu đỏ chót lên gương mặt đang cười ngạo nghễ của Lex. Ngay sau khi nhìn thấy cảnh tượng đó bà Cassandra qua đời.

| Tập | #  | Tựa             | Đạo diễn                          | Biên kịch                        | Phát sóng            |
| --- | -- | --------------- | --------------------------------- | -------------------------------- | -------------------- |
| 1   | 1  | "Pilot"         | David Nutter                      | Alfred Gough & Miles Millar      | 16 tháng 10 năm 2001 |
| 2   | 2  | "Metamorphosis" | Michael Watkins & Philip Sgriccia | Alfred Gough & Miles Millar      | 24 tháng 10 năm 2001 |
| 3   | 3  | "Hothead"       | Greg Beeman                       | Greg Walker                      | 31 tháng 10 năm 2001 |
| 4   | 4  | "X-Ray"         | James Frawley                     | Mark Verheiden                   | 7 tháng 11 năm 2001  |
| 5   | 5  | "Cool"          | James A. Contner                  | Michael Green                    | 14 tháng 11 năm 2001 |
| 6   | 6  | "Hourglass"     | Chris Long                        | Doris Egan                       | 21 tháng 11 năm 2001 |
| 7   | 7  | "Craving"       | Philip Sgriccia                   | Michael Green                    | 28 tháng 11 năm 2001 |
| 8   | 8  | "Jitters"       | Michael Watkins                   | Cherie Bennett & Jeff Gottesfeld | 11 tháng 12 năm 2001 |
| 9   | 9  | "Rogue"         | David Carson                      | Mark Verheiden                   | 15 tháng 1 năm 2002  |
| 10  | 10 | "Shimmer"       | D. J. Caruso                      | Mark Verheiden & Michael Green   | 29 tháng 1 năm 2002  |
| 11  | 11 | "Hug"           | Chris Long                        | Doris Egan                       | 5 tháng 2 năm 2002   |
| 12  | 12 | "Leech"         | Greg Beeman                       | Timothy Schlattmann              | 12 tháng 2 năm 2002  |
| 13  | 13 | "Kinetic"       | Robert Singer                     | Philip Levens                    | 26 tháng 2 năm 2002  |
| 14  | 14 | "Zero"          | Michael Katleman                  | Alfred Gough & Miles Millar      | 12 tháng 3 năm 2002  |
| 15  | 15 | "Nicodemus"     | James Marshall                    | Michael Green                    | 19 tháng 3 năm 2002  |
| 16  | 16 | "Stray"         | Paul Shapiro                      | Philip Levens                    | 16 tháng 4 năm 2002  |
| 17  | 17 | "Reaper"        | Terrence O'Hara                   | Cameron Litvack                  | 23 tháng 4 năm 2002  |
| 18  | 18 | "Drone"         | Michael Katleman                  | Michael Green & Philip Levens    | 30 tháng 4 năm 2002  |
| 19  | 19 | "Crush"         | James Marshall                    | Alfred Gough & Miles Millar      | 7 tháng 5 năm 2002   |
| 20  | 20 | "Obscura"       | Terrence O'Hara                   | Mark Verheiden & Michael Green   | 14 tháng 5 năm 2002  |
| 21  | 21 | "Tempest"       | Greg Beeman                       | Alfred Gough & Miles Millar      | 21 tháng 5 năm 2002  |